# Monpezat
Monpezat é uma comuna francesa na região administrativa da Nova Aquitânia, no departamento dos Pirenéus Atlânticos. Estende-se por uma área de 3,48 km². Em 2010 a comuna tinha 86 habitantes (densidade: 24,7 hab./km²).